# Plaza de Pilatos
La plaza de Pilatos está situada en el casco histórico de Sevilla, frente a la fachada principal de la denominada Casa Pilatos y en ella desembocan las calles Águilas, San Esteban y Caballerizas.

## Denominación
El nombre de la plaza y del palacio tiene su origen en un vía crucis promovido por Fadrique Enríquez de Ribera, que comenzó a celebrarse en 1520 en este lugar, tras su peregrinación a Jerusalén, que se iniciaba en esta plaza y llegaba hasta el templete de la Cruz del Campo, haciendo coincidir el inicio con el palacio de Poncio Pilato y de ahí el palacio pasó a denominarse de Pilatos y de la misma forma la plaza

## Historia
La historia de la plaza data de finales del siglo XV, cuando Pedro Enríquez de Quiñones, adelantado mayor de Andalucía, compró diversas inmuebles que derribó para formar frente a su recién construido palacio un espacio amplio y despejado, que se rodeó con varias casas-tiendas con soportales y donde se colocó una fuente en su centro.

## Descripción

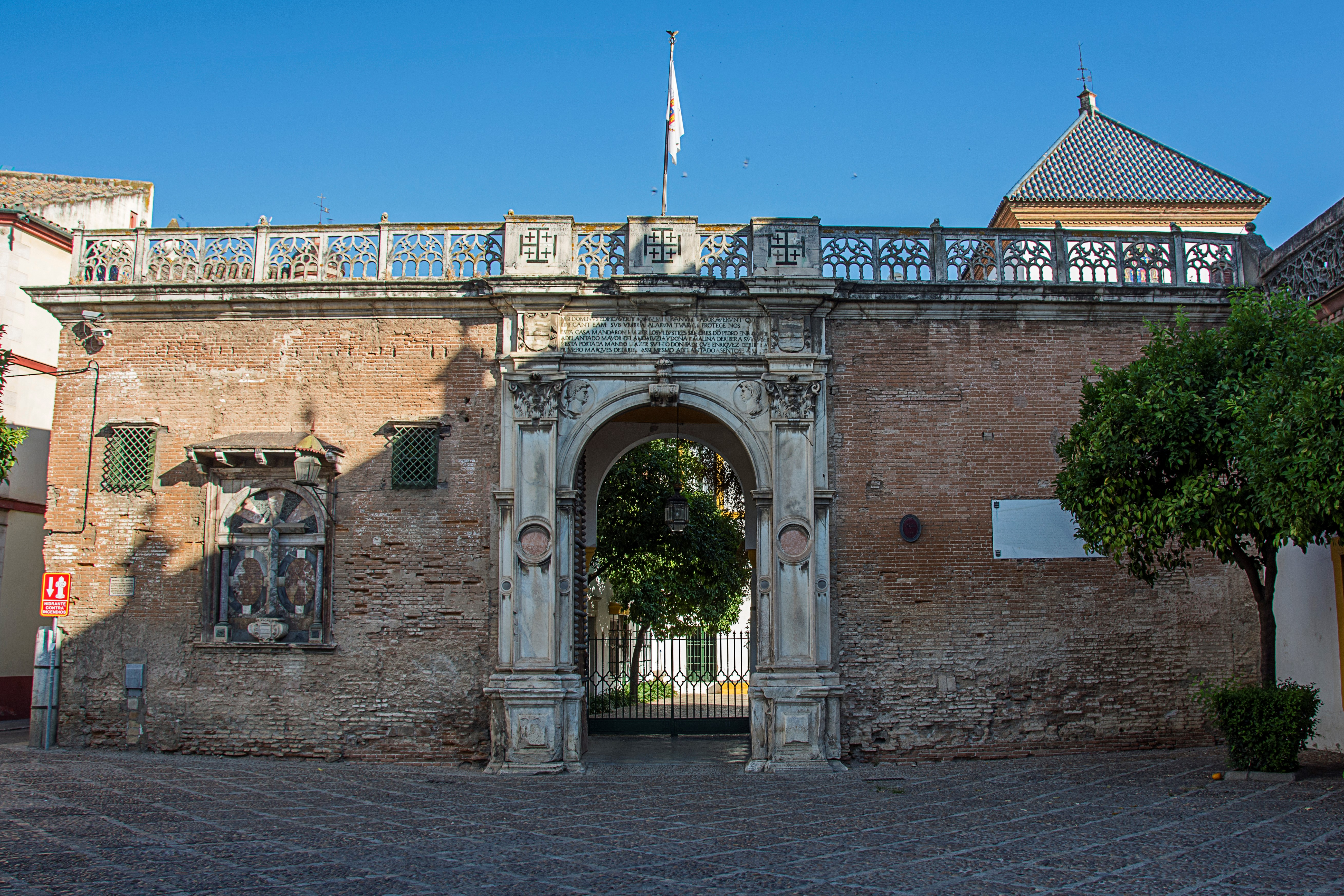
Fachada occidental del palacio con la portada realizada por Antonio María Aprile da Carona en Génova en 1529.

De forma indudable, el elemento más destacado de la plaza es el palacio de los Medinaceli, conocido tradicionalmente como Casa Pilatos, que constituye uno de los elementos más sobresalientes de la arquitectura civil sevillana del siglo XVI. En la plaza de Pilatos, se encuentra la fachada occidental del palacio, con su puerta principal y una hornacina con una cruz de mármol en su interior y una crestería gótica que remata el muro y una fachada oriental, con un segundo acceso que cuenta con una logia en su planta superior, obra de Juan de Oviedo de inicios del siglo XVII.
La plaza se encuentra separada en dos espacios por una calzada que une las calles San Esteban y Águilas. El primero, más pequeño y situado a las puertas del palacio, está ajardinado con naranjos. El segundo espacio, de mayores dimensiones, constituye la plaza propiamente dicha y se encuentra al otro lado de la calzada. Está parte está rodeada de edificaciones por tres de sus lados y queda presidido por el monumento al pintor  Zurbarán sobre un pedestal pétreo, (originalmente estuvo instalado en el Pabellón de Extremadura junto a la avenida de Portugal, durante la Exposición Iberoamericana.)